# Joan González
Joan González Cañellas (Barcellona, 1º febbraio 2002) è un ex calciatore spagnolo, di ruolo centrocampista.

## Caratteristiche tecniche
Centrocampista dal fisico imponente, era abile tecnicamente e nell'impostazione del gioco, spiccando per dinamicità e senso della posizione. Tatticamente duttile, poteva essere impiegato sia da mezzala, sia da trequartista.

## Carriera
Cresciuto nelle cantere di Cornellà e Barcellona, il 19 agosto 2021 González si trasferisce al Lecce, che lo inserisce nella rosa della formazione Primavera.
Dopo essersi messo in mostra come uno dei migliori talenti della squadra giovanile, totalizzando 18 presenze e 5 reti nel campionato Primavera 1 2021-2022, nell'estate del 2022 viene aggregato alla prima squadra, con cui debutta il 5 agosto, nella partita di Coppa Italia persa per 2-3 contro il Cittadella.
Il 13 agosto seguente debutta in Serie A, venendo schierato dall'inizio nella partita persa in casa contro l'Inter (1-2). L'11 settembre 2022 realizza il suo primo gol in Serie A, nel pareggio casalingo contro il Monza (1-1).
Nel luglio del 2024, durante la fase di preparazione alla stagione 2024-2025, al giocatore viene riscontrata una patologia cardiaca non specificata, che lo costringe a rinunciare al ritiro pre-campionato per sottoporsi a ulteriori accertamenti.
Il 4 giugno 2025 il presidente del Lecce Saverio Sticchi Damiani annuncia che González non avrà più avuto l'idoneità all'attività agonistica, quindi è costretto al ritiro dopo tre stagioni nel professionismo. Il giocatore esprime l'intenzione di intraprendere un corso di studi di economia e l'8 agosto 2025 annuncia su Instagram il ritiro dall'attività agonistica.

## Statistiche

### Presenze e reti nei club
Statistiche aggiornate al 26 maggio 2024.
| Stagione        | Squadra         | Campionato      | Campionato | Campionato | Coppe nazionali | Coppe nazionali | Coppe nazionali | Coppe continentali | Coppe continentali | Coppe continentali | Altre coppe | Altre coppe | Altre coppe | Totale | Totale |
| Stagione        | Squadra         | Comp            | Pres       | Reti       | Comp            | Pres            | Reti            | Comp               | Pres               | Reti               | Comp        | Pres        | Reti        | Pres   | Reti   |
| --------------- | --------------- | --------------- | ---------- | ---------- | --------------- | --------------- | --------------- | ------------------ | ------------------ | ------------------ | ----------- | ----------- | ----------- | ------ | ------ |
| 2022-2023       | Lecce           | A               | 35         | 1          | CI              | 1               | 0               | -                  | -                  | -                  | -           | -           | -           | 36     | 1      |
| 2023-2024       | Lecce           | A               | 29         | 1          | CI              | 1               | 0               | -                  | -                  | -                  | -           | -           | -           | 30     | 1      |
| 2024-2025       | Lecce           | A               | 0          | 0          | CI              | 0               | 0               | -                  | -                  | -                  | -           | -           | -           | 0      | 0      |
| Totale carriera | Totale carriera | Totale carriera | 64         | 2          |                 | 2               | 0               |                    | -                  | -                  |             | -           | -           | 66     | 2      |